# Phortica parviarista
Phortica parviarista är en tvåvingeart som beskrevs av Cheng och Chen 2008. Phortica parviarista ingår i släktet Phortica och familjen daggflugor. Inga underarter finns listade i Catalogue of Life.